# Pedro Mota Soares
Luís Pedro Russo da Mota Soares (ur. 29 maja 1974 w Lizbonie) – portugalski polityk i prawnik, przewodniczący klubu poselskiego CDS/PP (2005–2011), od 2011 do 2015 minister solidarności i bezpieczeństwa społecznego, od 2013 do 2015 również minister zatrudnienia.

## Życiorys
Ukończył studia prawnicze. Pracował jako adwokat i nauczyciel akademicki (na Universidade Lusófona de Humanidades e Tecnologias), specjalizując się w prawie pracy. Sprawował funkcję przewodniczącego Juventude Popular, organizacji młodzieżowej Partii Ludowej oraz sekretarza generalnego CDS/PP. W latach 1999–2002 wykonywał mandat posła do Zgromadzenia Republiki wybranego w okręgu Lizbona. Do parlamentu powrócił w 2005, uzyskując mandat w tym samym okręgu. W 2009 po raz kolejny został wybrany w skład Zgromadzenia Republiki. W X i XI kadencji parlamentu sprawował funkcję przewodniczącego klubu poselskiego CDS/PP. W wyborach w 2011 uzyskał poselską reelekcję, w czerwcu tegoż roku objął funkcję ministra solidarności i bezpieczeństwa socjalnego w rządzie Pedra Passosa Coelho.
W lipcu 2013 przejął dodatkowo kompetencje w zakresie zatrudnienia. W wyborach w 2015 wybrany na kolejną kadencję parlamentu. W październiku tegoż roku ponownie powołany na ministra w mniejszościowym drugim gabinecie dotychczasowego premiera z takim samym zakresem obowiązków. Zakończył urzędowanie w listopadzie 2015 wraz z całym rządem.
Żonaty, ma dwoje dzieci.